# Чудинов, Игорь Витальевич
И́горь Вита́льевич Чуди́нов (род. 21 августа 1961, Фрунзе, Киргизская ССР) — киргизский политик, государственный деятель, премьер-министр Кыргызстана с 24 декабря 2007 по 21 октября 2009 года. В 2005—2007 годах был министром промышленности, энергетики и топливных ресурсов Кыргызстана. По национальности русский.

## Биография
Игорь Витальевич Чудинов родился 21 августа 1961 года в городе Фрунзе Киргизской ССР.
В 1983 году окончил Киргизский государственный университет по специальности «математик». В том же году он начал работать инженером-программистом на Фрунзенском заводе ЭВМ имени 50-летия СССР.
В 1990 году занял пост второго секретаря ЦК ЛКСМ республики.
В 1991—1992 годах Чудинов был слушателем Международной бизнес-школы в Москве. По данным СМИ, в 1994—2005 годах он занимался бизнесом. Весной 2005 года появилась информация, согласно которой, «в последнее время» Чудинов «возглавлял компанию по поставке энергоресурсов в Кыргызстан».
В 2007—2009 годах занимал должность премьера-министра Кыргызстана.
6 ноября 2009 года Игорь Чудинов назначен генеральным директором Фонда развития Киргизской Республики.
В августе 2010 года был арестован по обвинению в злоупотреблении должностным положением и нецелевом использовании государственного кредита. 12 августа 2010 отпущен под подписку о невыезде.
С октября 2015 года — депутат Жогорку Кенеша Киргизской Республики.
19 декабря 2017 года Игорь Чудинов был признан виновным в злоупотреблении должностным положением, и приговорён к крупному денежному штрафу.
14 июня 2018 года центральная комиссия по выборам досрочно прекратила полномочия депутата Жогорку Кенеша Игоря Чудинова.

## Достижения на посту премьер-министра
В период своего пребывания на посту премьер-министра Кыргызской Республики с 24 декабря 2007 года по 21 октября 2009 года Игорь Чудинов сосредоточил усилия на стимулировании экономического развития страны, особенно в сферах сельского хозяйства, горнодобывающей промышленности, энергетики и туризма.
Одним из ключевых направлений его политики стала модернизация аграрного сектора: он поддерживал проекты по развитию перерабатывающей промышленности, инициативы по увеличению экспорта сельскохозяйственной продукции и создание государственного резервного фонда, финансируемого за счёт доходов от добычи золота.
В энергетической политике Чудинов выступал за строительство и модернизацию гидроэлектростанций, а также за диверсификацию энергетических источников страны для снижения зависимости от импорта электроэнергии. Он активно продвигал Кыргызстан на международной арене как перспективное направление для экологического туризма, подчёркивая уникальные природные ресурсы республики.
Во внешнеэкономических отношениях Чудинов уделял внимание углублению сотрудничества с Россией и Казахстаном, а также предпринимал шаги по нормализации отношений с Узбекистаном, ключевым поставщиком природного газа в регион. Его правительство также стремилось активизировать привлечение иностранных инвестиций, особенно в проекты в сфере энергетики и инфраструктуры. В сентябре 2009 года Игорь Чудинов был назначен почётным президентом Кыргызско-Североамериканского торгового совета в знак признания его вклада в развитие торгово-экономических связей между Кыргызстаном и странами Северной Америки.

## Инициативы в энергетике
Одним из приоритетных направлений деятельности Игоря Чудинова на посту премьер-министра стала энергетическая политика. Его правительство инициировало программы модернизации и строительства новых гидроэлектростанций с целью увеличения внутреннего производства электроэнергии и снижения зависимости от внешних поставок. Особое внимание уделялось развитию малой гидроэнергетики в сельских регионах, а также привлечению иностранных инвестиций в энергетический сектор.

## Внешнеэкономическая политика
Во внешней политике Игорь Чудинов акцентировал усилия на укреплении экономических связей с Россией и Казахстаном, а также стремился нормализовать отношения с Узбекистаном, основным поставщиком природного газа. Его кабинет также поддерживал проекты развития инфраструктуры и торговли, направленные на интеграцию Кыргызстана в региональные и международные экономические структуры.